# Rozdroże pod Muraniem

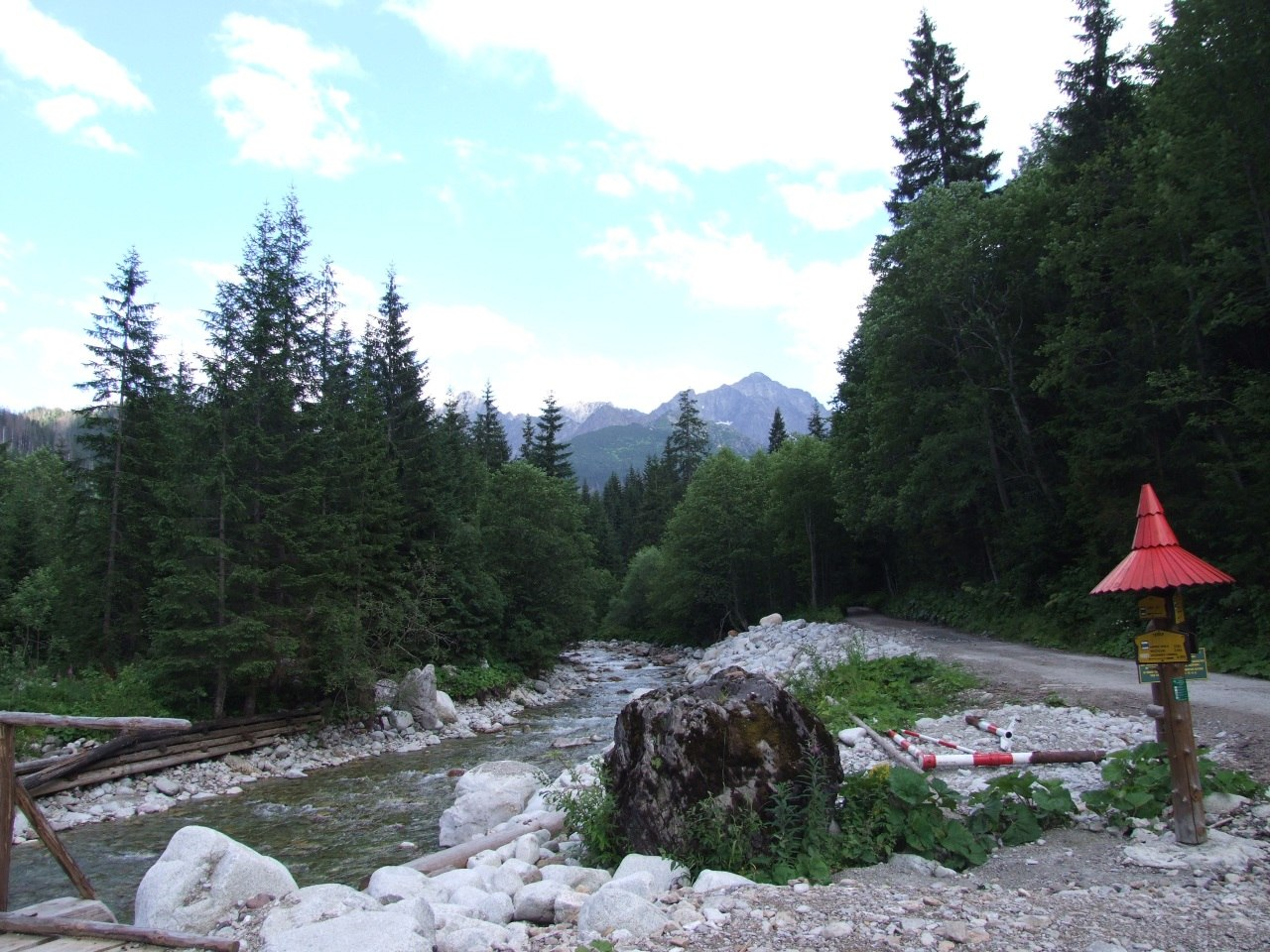
Rozdroże pod Muraniem

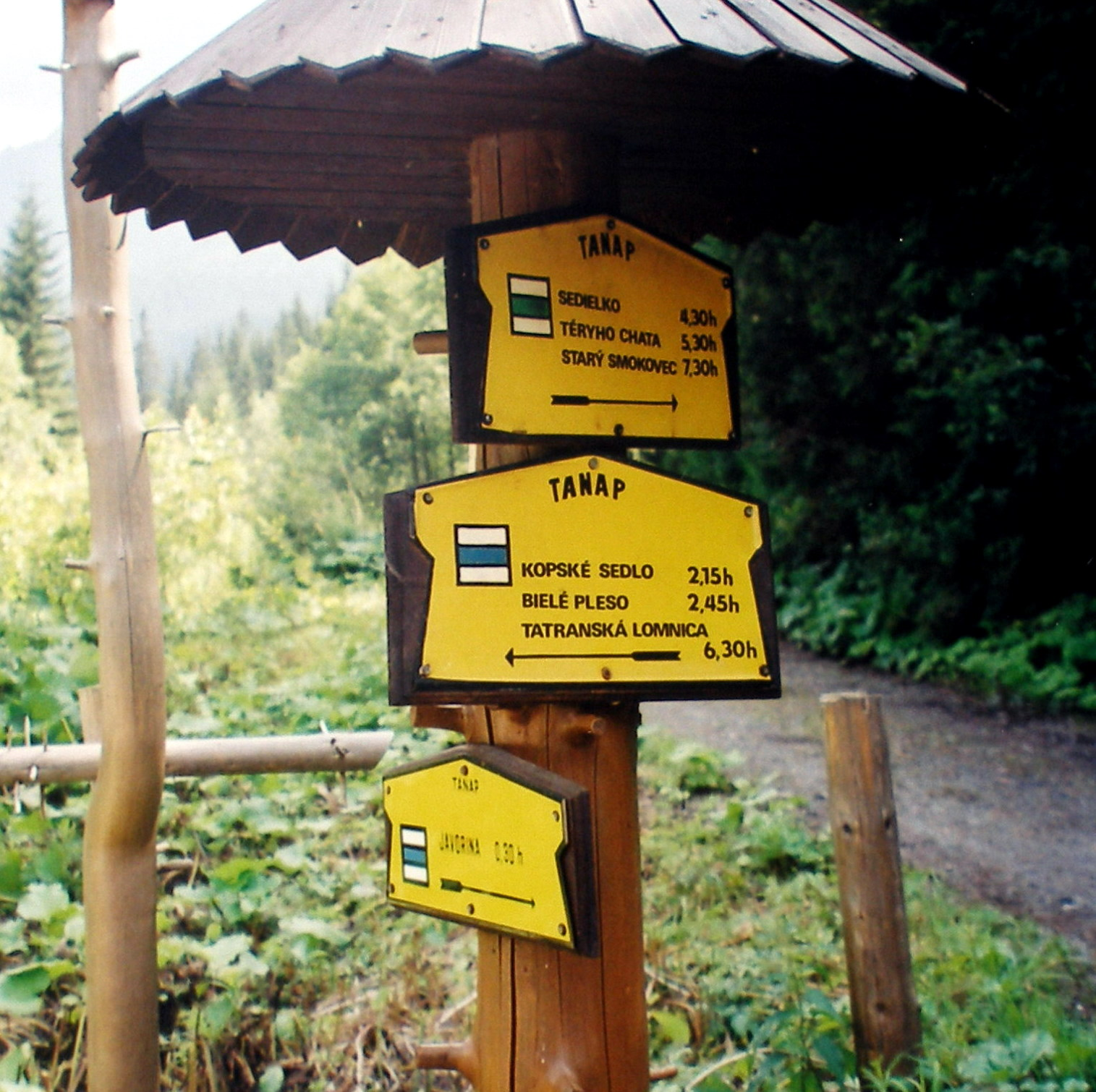
Tabliczki informacyjne

Rozdroże pod Muraniem (słow. Rázcestie pod Muráňom) – rozdroże szlaków turystycznych w Dolinie Jaworowej w słowackich Tatrach. Położone jest na wysokości 1083 m n.p.m., w dolnej części tej doliny, tuż przy mostku prowadzącym do Polany pod Muraniem i Doliny Zadnich Koperszadów. Krzyżują się tutaj 2 szlaki turystyczne prowadzące w Tatry Wysokie i Tatry Bielskie. Od Jaworzyny Tatrzańskiej do tego rozdroża, cały czas wzdłuż dużego Jaworowego Potoku prowadzi dobra droga jezdna (zakaz wjazdu pojazdów samochodowych i rowerów). Nieco poniżej rozdroża znajdują się zabudowania stacji wodociągowej. Z okolic rozdroża widoki na Jagnięcy Szczyt, Kołowy Szczyt, Lodowy Szczyt i Murań

## Szlaki turystyczne
– zielony z Jaworzyny Tatrzańskiej. Czas przejścia 30 min, ↓ 30 min
  – zielony przez Dolinę Jaworową na Lodową Przełęcz. Czas przejścia 4:30 h, ↓ 3:45 h
  – niebieski przez Dolinę Zadnich Koperszadów na Przełęcz pod Kopą. Czas przejścia 2:15 h, ↓ 1:45 h